# Zimiromus reichardti
Zimiromus reichardti Platnick & Shadab, 1976 è un ragno appartenente alla famiglia Gnaphosidae.

## Etimologia
Il nome della specie è in onore del dottor Hans Reichardt che è il proprietario dei primi esemplari di questa specie raccolti il 22 settembre 1962.

## Caratteristiche
L'olotipo femminile rinvenuto ha lunghezza totale è di 5,18mm; la lunghezza del cefalotorace è di 1,80mm; e la larghezza è di 1,30mm.

## Distribuzione
La specie è stata reperita nel Brasile settentrionale: l'olotipo femminile è stato rinvenuto presso Benjamin Constant, appartenente allo stato di Amazonas.

## Tassonomia
Al 2016 non sono note sottospecie e dal 1976 non sono stati esaminati nuovi esemplari.